# Ansiktsbehandling

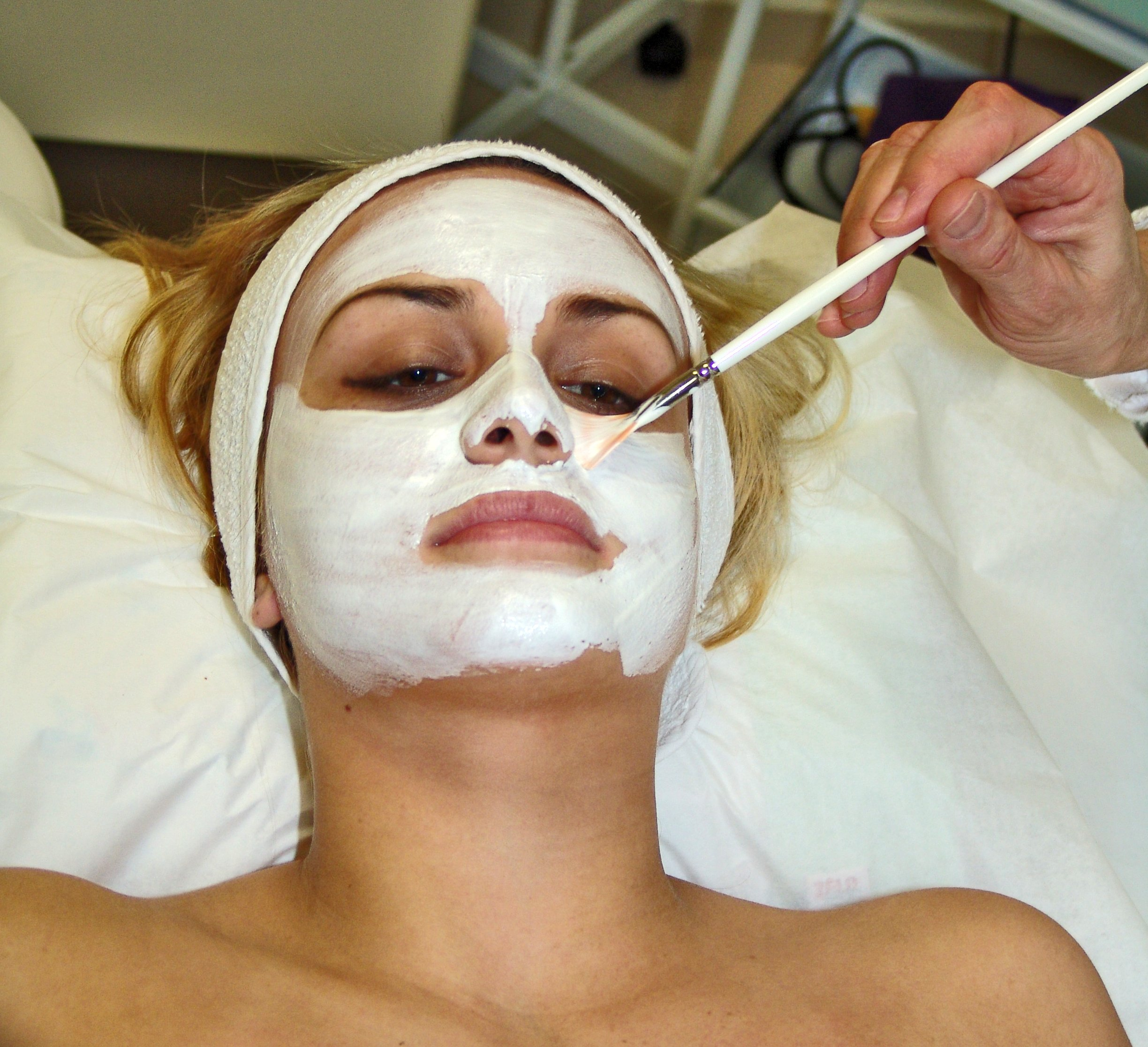
Ansiktsbehandlingar kan innefatta ansiktsmask.

Ansiktsbehandling är en typ av hudvårdsbehandling som rör ansiktet. Det kan inkludera behandling med ånga, exfoliering, krämer, ansiktsmasker, peelingkrämer och massage. De utförs normalt på skönhetssalonger men är också vanliga i samband med besök på span. De används som en generell förbättring av hudhälsan, liksom för specifikt hudrelaterade störningar eller problem. Om ansiktsbehandlingen har konkret förskönande syfte talar man om makeup eller smink.

## Ansiktsmask
En ansiktsmask inkluderar applicerande av ett medel på hela ansiktet. Det kan utföras med olika medel, inklusive med lera, kaktus eller gurka, liksom för djuprengöring (genom att tränga in i porerna), läka ärr efter akne eller hyperpigmentering, eller för ett upplättande av hudtonen. Ansiktsmasker kan också hjälpa till med att förhindra åldrande, akne, rynkor och påsar under ögonen. Några masker är utformade för att torka och stelna på ansiktet, närmast liknande en mask av gips, medan andra masker är våta under hela verkanstiden.
Bland de upplevda effekterna hos en ansiktsmask finns förnyelse av huden/ansiktet, läkning och uppfräschning. Det finns få eller inga forskningsresultat som bekräftar några långsiktiga fördelar med de olika tillgängliga ansiktsbehandlingarna. Detta gäller bland annat den påstådda effekten mot rynkor med hjälp av hudkräm.
Ansiktsmasker kan tas bort genom att antingen skölja ansiktet med vatten, torka av det med en fuktig textil eller genom peeling. En mask kan beroende på preparat eller modell sitta på olika lång tid, från endast några minuter till över natten. Personer med känslig hy rekommenderas att först testa masken på en liten del av huden för att kunna kontrollera eventuell irritation och överkänslighet. Några ansiktsmasker är inte lämpliga att använda regelbundet. 
Medel för att applicera en ansiktsmask kan köpas på apotek eller i skönhetsbutiker.

## Ryggbehandling
En behandling motsvarande ansiktsbehandling, och med samma eller liknande tekniker, kan även göras för ryggen. Här kan man exempelvis behandla akne som dyker upp på ryggen. Detta kan också användas för att lätta på spänningar runt ryggmuskler och för att läka torr hy.